# Paraguay op de Olympische Zomerspelen 2020
Paraguay nam deel aan de Olympische Zomerspelen 2020 in Tokio, Japan.

## Atleten
| sport       | mannen | vrouwen | totaal |
| ----------- | ------ | ------- | ------ |
| Atletiek    | 1      | 1       | 2      |
| Golf        | 1      | 0       | 1      |
| Roeien      | 0      | 1       | 1      |
| Tennis      | 0      | 1       | 1      |
| Wielersport | 0      | 1       | 1      |
| Zwemmen     | 1      | 1       | 2      |
| totaal      | 3      | 5       | 8      |

## Sporten

### Atletiek
Mannen
Loopnummers
| atleet       | onderdeel | series | series | kwartfinale | kwartfinale | halve finale | halve finale | finale  | finale |
| atleet       | onderdeel | tijd   | rang   | tijd        | rang        | tijd         | rang         | tijd    | rang   |
| ------------ | --------- | ------ | ------ | ----------- | ----------- | ------------ | ------------ | ------- | ------ |
| Derlis Ayala | marathon  | n.v.t. | n.v.t. | n.v.t.      | n.v.t.      | n.v.t.       | n.v.t.       | 2:18.34 | 42     |

Vrouwen
Loopnummers
| atlete      | onderdeel    | series | series | kwartfinale | kwartfinale | halve finale   | halve finale   | finale         | finale         |
| atlete      | onderdeel    | tijd   | rang   | tijd        | rang        | tijd           | rang           | tijd           | rang           |
| ----------- | ------------ | ------ | ------ | ----------- | ----------- | -------------- | -------------- | -------------- | -------------- |
| Ana Pirelli | 100 m horden | 13,98  | 9      | n.v.t.      | n.v.t.      | niet geplaatst | niet geplaatst | niet geplaatst | niet geplaatst |

### Golf
Mannen
| atleet           | onderdeel | eerste ronde | tweede ronde | derde ronde | vierde ronde | totaal | totaal | totaal |
| atleet           | onderdeel | score        | score        | score       | score        | score  | par    | rang   |
| ---------------- | --------- | ------------ | ------------ | ----------- | ------------ | ------ | ------ | ------ |
| Fabrizio Zanotti | mannen    | 73           | 67           | 68          | 69           | 277    | -7     | 35     |

### Roeien
Vrouwen
| atlete           | onderdeel | series  | series | herkansingen | herkansingen | kwartfinale | kwartfinale | halve finale | halve finale | finale  | finale |
| atlete           | onderdeel | tijd    | rang   | tijd         | rang         | tijd        | rang        | tijd         | rang         | tijd    | rang   |
| ---------------- | --------- | ------- | ------ | ------------ | ------------ | ----------- | ----------- | ------------ | ------------ | ------- | ------ |
| Alejandra Alonso | skiff     | 8.11,88 | 4 H    | 8.08,91      | 1 KF         | 8.29,80     | 5 HC/D      | 7.43,33      | 4 FD         | 7.55,63 | 21     |

Legenda: FA=finale A (medailles); FB=finale B (geen medailles); FC=finale C (geen medailles); FD=finale D (geen medailles); FE=finale E (geen medailles); FF=finale F (geen medailles); HA/B=halve finale A/B; HC/D=halve finale C/D; HE/F=halve finale E/F; KF=kwartfinale; H=herkansing

### Tennis
Vrouwen
| atlete               | onderdeel | eerste ronde         | tweede ronde         | derde ronde          | kwartfinale          | halve finale         | finale / BM          | finale / BM    |
| atlete               | onderdeel | tegenstander uitslag | tegenstander uitslag | tegenstander uitslag | tegenstander uitslag | tegenstander uitslag | tegenstander uitslag | rang           |
| -------------------- | --------- | -------------------- | -------------------- | -------------------- | -------------------- | -------------------- | -------------------- | -------------- |
| Verónica Cepede Royg | enkelspel | Wang V 4–6 3–6       | niet geplaatst       | niet geplaatst       | niet geplaatst       | niet geplaatst       | niet geplaatst       | niet geplaatst |

### Wielersport

#### Wegwielrennen
Vrouwen
| atlete        | onderdeel    | tijd           | rang           |
| ------------- | ------------ | -------------- | -------------- |
| Agua Espinola | wegwedstrijd | niet gefinisht | niet gefinisht |

### Zwemmen
Mannen
| atleet          | onderdeel         | series | series | halve finale   | halve finale   | finale         | finale         |
| atleet          | onderdeel         | tijd   | rang   | tijd           | rang           | tijd           | rang           |
| --------------- | ----------------- | ------ | ------ | -------------- | -------------- | -------------- | -------------- |
| Benjamin Hockin | 100 m vrije slag  | 50.41  | 44     | niet geplaatst | niet geplaatst | niet geplaatst | niet geplaatst |
| Benjamin Hockin | 100 m vlinderslag | 54.81  | 51     | niet geplaatst | niet geplaatst | niet geplaatst | niet geplaatst |

Vrouwen
| atlete       | onderdeel         | series  | series | halve finale   | halve finale   | finale         | finale         |
| atlete       | onderdeel         | tijd    | rang   | tijd           | rang           | tijd           | rang           |
| ------------ | ----------------- | ------- | ------ | -------------- | -------------- | -------------- | -------------- |
| Luane Alonso | 100 m vlinderslag | 1:00.37 | 28     | niet geplaatst | niet geplaatst | niet geplaatst | niet geplaatst |